# Liniers (Buenos Aires)
Pour les articles homonymes, voir Liniers.
Liniers est un des quarante-huit quartiers de Buenos Aires.